# Gesves
Gesves (in vallone Djeve) è un comune belga di 6 441 abitanti situato nella provincia vallona di Namur.